# Карапетян Шаварш Володимирович
Шава́рш Володи́мирович Карапетя́н (вірм. Շավարշ Կարապետյան; народ. 19 травня 1953, Кіровакан, Вірменська РСР) — 11-разовий рекордсмен світу, 17-разовий чемпіон світу, 13-разовий чемпіон Європи, 7-разовий чемпіон СРСР з підводного плавання. Президент Російської асоціації підводного плавання. Нагороджений орденом «Знак Пошани» та знаком «Благородная игра». Працював директором юнацької школи.

## Рятування пасажирів автобуса
8 січня 1974 р. Шаварш Володимирович Карапетян повертався зі спортивної бази Цахкадзор (Всесоюзна спортивна база для тренувань радянських спортсменів до олімпійських змагань) в Єревані. В автобусі було більше тридцяти пасажирів — серед них чимало спортсменів. На крутому підйомі водій зупинив автобус у зв'язку з неполадками двигуна і вийшов, щоб оцінити несправності. У цей момент автобус почав котитися назад, з гори. Першим відсутність водія побачив Шаварш Володимирович — він сидів ближче всіх до кабіни водія. А машина загрозливо набирала швидкість, несучись по дорозі, по краю глибокої ущелини. Секунди вирішували все. Шаварш ліктем розбив скляну стінку, що відокремлювала кабіну від салону, стрибнув на водійське місце і натиснув на педаль гальма, однак воно відмовило. Ще секунда — і машина злетить з дороги. Але саме в цю мить Шаварш різко скерував автобус у бік гори. Це було єдине правильне рішення, що запобігло катастрофі і врятувало життя тридцяти людей. Саме після цього випадку Шаварш, відповідаючи на запитання, як йому це вдалося, сказав свою знамениту фразу: «Просто я був ближче за всіх до кабіни …»

## Рятування пасажирів тролейбуса
16 вересня 1976, випадково опинившись на місці пригоди (здійснюючи ранкову пробіжку), врятував пасажирів тролейбуса, що впав у Єреванське озеро. На глибині 10 метрів, при нульовій видимості, він розбив ногами заднє скло тролейбуса і врятував 20 пасажирів. Насправді він витягнув з тролейбуса більше людей, але не всіх вдалося повернути до життя. Він провів більше двадцяти хвилин у крижаній воді. Коли Шаварш черговий раз виринав на поверхню, перехожі, що стовпилися на дамбі, бачили, що все його тіло понівечене уламками розбитого вікна. Карапетян був одним з дуже небагатьох людей на землі, фізично здатних на такий подвиг. Але навіть його сили закінчувалися. Виринувши в черговий раз, він усвідомив, що витягнув не людину, а подушку від сидіння тролейбуса. За його словами, вона часто снилася йому ночами, адже він міг врятувати життя ще одній людині. Решту пасажирів врятувати не вдалося. Після цього Шаварш Володимирович захворів на пневмонію, яка ускладнилася сепсисом, адже в озеро скидали міські каналізаційні стоки. Під час хвороби температура майже постійно трималася на рівні 40 градусів. Лише на сорок шостий день спортсмен прийшов до тями. Важка хвороба закінчилася інвалідністю та припиненням спортивної кар'єри.

## Рятування людей зі спортивного комплекса
У лютневий день 1985 загорівся єреванський СКК (Спортивно-Концертний Комплекс на пагорбі Цицернакаберд). Шаварш Володимирович виявився на місці спалаху одним з перших і заходився рятувати людей, допомагаючи пожежникам. І знову — безліч врятованих людей і знову травми — опіки. Тиждень він провів у лікарні. Хронологічно — це третій з подвигів Шаварша Карапетяна.

## Подальше життя
Одужавши, Карапетян повернувся до тренувань і встановив ще один світовий рекорд на дистанції 400 метрів з аквалангом — останній світовий рекорд у своїй спортивній біографії. Продовжувати спортивну кар'єру він уже не міг, травми позначилися на здоров'ї, і Шаварш змушений був покинути великий спорт.
З 1993 року Шаварш Карапетян разом з сім'єю живе і працює у Москві. Власник маленької взуттєвої майстерні.
7 жовтня 2013 р. Шаваршу Карапетяну була надана честь пронести Олімпійський вогонь по Москві на одному з етапів напередодні Зимових Олімпійських ігор 2014 р. в Сочі. Під час цього етапу сильний вітер погасив вогонь і його довелося запалювати запальничкою співробітникові Федеральної служби охорони Російської Федерації.
Багаторазовий рекордсмен світу з підводного плавання, заслужений майстер спорту СРСР Шаварш Карапетян став головним суддею III Всесвітніх дитячих ігор переможців, на які приїхали 350 юних спортсменів з 12 країн світу.

## Вшанування
Після публікації статті про подвиг Шаварша люди почали надсилати колективні листи з заводів, з атомохода, звідусіль. Просили присвоїти йому звання Героя Радянського Союзу. Проте нагородили його лише орденом «Знак Пошани». Генеральний директор ЮНЕСКО в Парижі вручив Шаваршеві спеціальний нагородний знак. Потім про цей подвиг було навіть сказано з трибуни ООН.
Ім'ям Шаварша Карапетяна український астроном Микола Черних назвав астероїд 3027 Шаварш. У російському місті Рибінськ на його честь названі змагання з підводного плавання.